# Зайцево (Могилёвская область)
За́йцево (бел. Зайцава) — деревня в составе Паршинского сельсовета Горецкого района Могилёвской области Республики Беларусь.

## История
Решением Могилёвского облсовета от 20.11.2013 деревня Зайцево из состава Ленинского сельсовета передана в состав Паршинского сельсовета.

## Население
- 1999 год — 10 человек
- 2010 год — 6 человек

## Известные уроженцы
- Якубовский Иван Игнатьевич - советский военачальник, Маршал Советского Союза (1967). Дважды Герой Советского Союза (10.01.1944, 23.09.1944). Герой ЧССР (30.04.1970). Член ЦК КПСС (1961—1976)